# Маргіта Кон-Поповська
Маргіта Владиславова Кон-Поповська (мак. Маргита Кон-Поповска; 23 листопада 1948, Битола) — македонський інформатик і професор (з 1998 року) факультету природничих наук у Скоп'є.

## Біографія
Кон-Поповська народилася 23 листопада 1948 року в Битолі. Початкову та середню освіту здобула у Рієці, Хорватія. У 1972 році закічила навчання на кафедрі технічної математики природничо-математичного факультету в Любляні,у 1975 році отримала ступінь магістра. У 1992 році отримала докторську ступінь на економічному факультеті у Любляні. Основне наукове завдання - параметричне лінійне програмування. Керувала низкою професійних проектів та заявок та двічі очолювала Інститут інформатики з 1993 по 1995 рік та з 2005 року  .

## Зовнішні посилання
- Повна біографія [Архівовано 6 березня 2021 у Wayback Machine.] на сторінці Факультету природичих наук